# Pedro de las Cuevas y Guzmán
Pedro Esteban de las Cuevas y Guzmán fue un hacendado y terrateniente chileno del siglo XIX, fundador y arquitecto de la línea de caballos “cuevana”. 

## Biografía

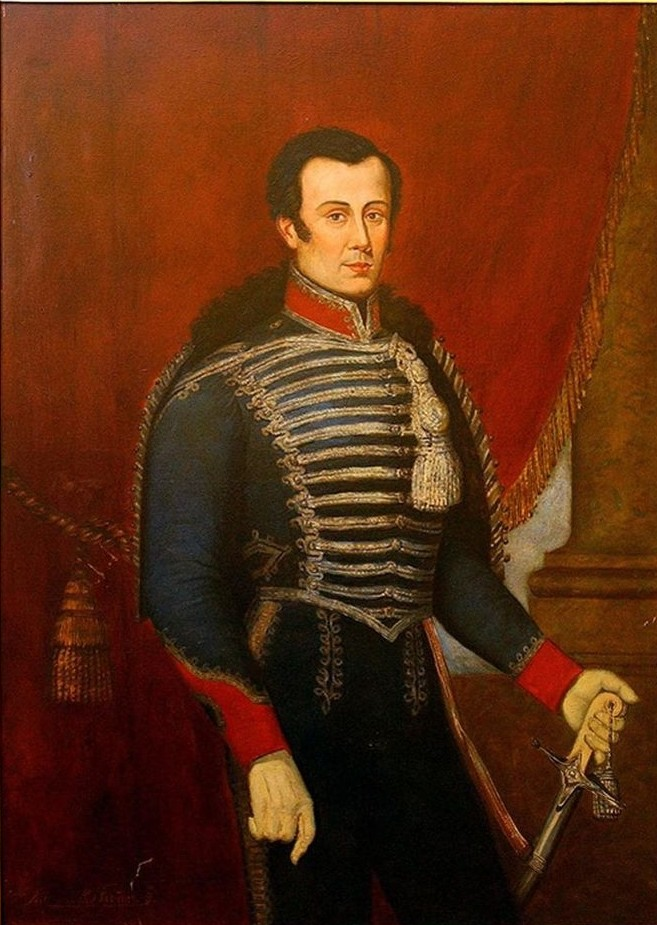
General José Miguel Carrera y Verdugo, primo en segundo grado de Pedro de las Cuevas y Guzmán.

Miembro de un antiguo y noble linaje chileno de conquistadores, nació Pedro en la hacienda de sus padres llamada "El Parral de Doñihue", siendo bautizado en la parroquia de dicha localidad en el año 1775. Fue el mayor de los hijos y heredero universal de José de las Cuevas y Cárdenas,  hacendado y terrateniente, dueño también de la estancia "Quimávida" en Doñihue, y como gran señor, fue empadronado entre la nobleza del corregimiento de Colchagua junto a su mujer y sus dos hijos en el Censo General de Chile de 1787, el cual a su vez, era primo hermano de Ignacio de la Carrera y de las Cuevas (padre de los célebres hermanos Carrera) y también del Teniente Coronel Bernardo de las Cuevas y Ladrón de Guevara (héroe de la Batalla de Rancagua), y nieto en quinto grado del Conquistador de Chile y General de los Reales Ejércitos de Su Majestad Juan de Cuevas y Bustillos Terán (vecino fundador de la ciudad de Santiago de Chile el 12 de febrero de 1541, señor encomendero de indios y alcalde y corregidor de Santiago de Chile y quien también tuviera un renombrado criadero de caballos, los que vendía al Real Ejército para combatir en la Guerra de Arauco), y de María de las Mercedes de Guzmán y Garay. Su única hermana Concepción de las Cuevas y Guzmán, también empadronada entre la nobleza en 1787, falleció soltera y sin descendencia poco después que su padre.
Fue Pedro de las Cuevas el prototipo del antiguo y mítico “patrón de fundo” de la zona central de Chile y uno de los más ricos hacendados y terratenientes del valle de Rancagua. Su vasta hacienda “El Parral de Doñihue”, estaba ubicada en la actual provincia de Cachapoal, a orillas del río homónimo. Fue dueño también de un gran fundo llamado "La Posada" en Linderos y de otro en Angostura de Paine. Pionero en la crianza sistemática y planificada de ganado vacuno y, sobre todo caballar, había perdido Pedro varios dedos de su mano derecha laceando animales, por lo que sus amigos más cercanos lo apodaban el "Manco Cuevas". Como gran y eximio jinete, organizaba en su hacienda grandes rodeos, que se constituyeron en uno de los antecedentes históricos del rodeo chileno, deporte nacional de Chile.
Como acérrimo y decidido patriota, colaboró en todo lo que estuvo a su alcance con la causa independentista. Proporcionó cientos de caballos de su propio criadero al ejército patriota. Primo en segundo grado de los hermanos Carrera, cultivó una profunda amistad con Juan José Carrera, que fue quien llevara a Pedro al palacio presidencial de Santiago para presentárselo a su hermano el General José Miguel Carrera, Presidente de Chile en ese momento.
Gran amigo también de Manuel Rodríguez Erdoíza, a quien escondió en varias oportunidades en su casa patronal, fue quien lo proveyó de caballos durante la Reconquista, contribuyendo de esta manera a la independencia de Chile. En una oportunidad, díjole muy emocionado Manuel a Pedro, en agradecimiento por tantos servicios prestados a la causa patriota: "¡Quiera Dios, Pedro, que Chile pague a usted alguna vez estos servicios que hace por la santa causa que defendemos!".
En memoria de Pedro de las Cuevas existe hasta el día de hoy la localidad de “Lo Cuevas” en la comuna de Coltauco, en la provincia de Cachapoal, VI Región del Libertador General Bernardo O'Higgins.

## La línea “Cuevana” de caballos chilenos
Pedro de las Cuevas y Guzmán fue uno de los criadores más famosos y trascendentes de la historia de la raza chilena de caballos. Sus conocimientos zootécnicos los adquirió desde niño y de manera autodidacta, ya que su padre, José de las Cuevas y Cárdenas, ya contaba con un criadero bien formado con caballos criollos en la segunda mitad del siglo XVIII, siguiendo la tradición criadora de su familia en nuestro país, desde la época de la Conquista. Así, fue escogiendo los mejores ejemplares para finalmente dar origen a tres castas o familias de caballos "cuevanos", cada una de acuerdo a la función que desempeñaban en el campo. 
De su criadero, llamado “El Parral de Doñihue”, vienen los más importantes ejemplares fundadores de linajes que llegan hasta el día de hoy en nuestro país, como el célebre potro “El Caldeado”, "el primer potro con antecedentes claros, de raza chilena, nacido alrededor de 1840, con el mérito de ser el potro criollo 'conocido' más antiguo de Sudamérica" y padre del "Bayo León" (nacido en 1858); "El Quebrado", "el más grande Jefe de la Raza de todos los tiempos" -bisabuelo del famoso "Angamos I"-; el "Traidor" -tatarabuelo del "Africano"-; las madres de "Guante II" y "Cristal I" -bisabuelo de "Estribillo" y "Taco"-; el "Halcón I", etc.
Las tres familias de caballos "cuevanos" fueron:
- 1. El '"veloz de carrera"' o "canchero", al que Pedro prestaba la mayor atención, ya que era un gran aficionado a esta práctica. Estos caballos de carrera resultaron invencibles en todas las canchas de la época en las que compitieron. El reproductor que le proporcionó los mejores caballos en velocidad fue "El Caldeado", potro que reunía condiciones excepcionales de personalidad, como su buen temperamento, inteligencia y nobleza, sin embargo, este ejemplar no poseía una morfología armoniosa ni perfecta, pero si tenía una musculatura formidable. "El Caldeado" engendró una vasta descendencia que llega hasta el día de hoy, caracterizada por su gran agilidad, docilidad y mansedumbre a toda prueba, además de poseer una notable aptitud para las carreras. Este tipo de caballo, junto con el "trotador de brazo", fueron entrando en un progresivo desuso en 1845 con la introducción en Chile del caballo inglés de carrera.

- 2. El '"trotador de brazo"' o "vistoso", apropiado para paseos públicos y "para lucir a sus jinetes en las fiestas de pueblo". Los de "trote braceado”, eran los más apetecidos por el jinete de lujo de la gran ciudad. Se trataba del caballo característico de hombre aristocrático de Santiago de Chile de 1850, el caballo predilecto del "señorito" de la sociedad santiaguina. Era éste un caballo mucho más basto y grueso que el caballo tipo “de carrera”, y poseía formas redondas y musculosas, exhibiendo una gran talla o alzada, próxima a las siete cuartas, es decir entre 155 y 165 centímetros, y “una vistosa presencia ”. Respecto de este tipo de caballo, Uldario Prado Prieto relata:[5]

"Entre los hacendados más presumidos que descollaban por el lujo de sus caballos “cuevanos” de esta casta en aquellos años de la primera mitad del siglo XIX se registran los nombres de Don Leonardo Portales y Baeza (hijo de Don Manuel Portales y Palazuelos, y albacea testamentario y "apreciado nieto político" de Don Pedro de las Cuevas y Guzmán, ya que Don Leonardo era casado con la nieta de éste, Doña Rosario de las Cuevas y de las Cuevas de Portales), Don Rafael Martínez de la Torre y Jaraquemada (hijo de Doña Paula Jaraquemada), Don José Miguel Carrera y Verdugo, Don Manuel María Figueroa, Don Enrique Campino y los de los señores Calvo, de Nancagua, todos quienes habían adquirido sus ejemplares en el criadero del señor Cuevas “por relación de amistad, de generosos obsequios por parte de su dueño, o bien a precios convencionales, pues el señor Cuevas avaluaba sus caballos, generalmente, como una mercadería que no podía tener cotización en el comercio usual de esos tiempos.

Uno de estos caballos, por el cual se interesó el gran hacendado de Bucalemu, Don Manuel José de Balmaceda y Ballesteros - padre del Presidente Don José Manuel Balmaceda - “le costará muchas vacas y muchos bueyes para conseguirlo”. Este caballo fue el famoso “El Dije”.

Uno de los últimos de esta clase criado por Don Pedro de las Cuevas y Guzmán, lo dejó en legado testamentario a su gran amigo Don Rafael Martínez de la Torre y Jaraquemada, dueño de la antigua Hacienda de Paine. Este ejemplar fue después el tronco origen de una conocida casta apodada “Painina”, de cualidades muy apreciadas. Se ha escrito que este padrillo que engendró “las paininas” de Martínez de la Torre, fue quizás el mejor entre todos los de su tipo. Así lo estimó el propio Don Pedro de las Cuevas".

- 3. El '"corralero"', que era perfecto para las labores propias del campo, ya sea en corrales cerrados o en rodeos a campo abierto o en la montaña. Se caracterizaba por ser dócil a la rienda, muy valiente y de gran coraje. Este tipo de caballo "cuevano" es el que finalmente prosperó y su descendencia llega hasta nuestros días, siendo el origen del caballo chileno "corralero", de gran belleza y asiduamente usado en nuestro deporte nacional, el Rodeo Chileno.

A la muerte de Pedro de las Cuevas, se remataron sus cuantiosos bienes en 1862, de entre los que destacaban grandes manadas de caballos y yeguas "cuevanas", que fueron adquiriendo los principales criaderos de las zona central de Chile, perpetuándose de esta manera, hasta el día de hoy, la sangre "cuevana" en los caballos de raza pura chilena. De éstos criaderos destacan el "Aculeo" de Miguel Letelier Espínola; el criadero "El Cardonal" en Paine, de los hermanos Alejandro y Ambrosio García-Huidobro Echeverría; el criadero "El Principal" en Paine, del Marqués de Casa Real Vicente Egidio García-Huidobro y Morandé; y el criadero "Los Bronces" en Doñihue, de Diego Vial y Guzmán.

## Familia y descendencia
Contrajo matrimonio Pedro Esteban de las Cuevas y Guzmán en la iglesia parroquial de Doñihue el 28 de mayo de 1807, con su prima en segundo grado María de la Cruz Bravo de Naveda y Ahumada, también perteneciente a antiguos y distinguidos linajes de la conquista de Chile, hija de Pedro Bravo de Naveda y de las Cuevas y de Agustina de Ahumada Tello de Guzmán y Molina. Fueron padres de:
- 1. José Manuel de las Cuevas y Bravo de Naveda,[1][7] quien heredó de su padre una gran hijuela de la hacienda "Lo Cuevas" en Doñihue y el fundo "La Isla", de 150 cuadras planas de terreno en el antiguo Departamento de Caupolicán, valle de Colchagua, además de varios de los mejores caballos "cuevanos" del criadero familiar. Fue dueño de una mina de plata en Copiapó. Cultivó una gran amistad con su consuegro Manuel Portales y Fernández de Palazuelos, mientras éste fue gobernador de Rancagua.[8] Contrajo matrimonio con su prima en segundo grado María del Carmen de las Cuevas y de la Vega, nacida en Coltauco (hija de José María de las Cuevas y Pérez de Valenzuela,[1] Oficial del Regimiento de Milicias de Caballería "Dragones de Sagunto" de Rancagua, y de Francisca de la Vega y Feliú), con descendencia De las Cuevas de las Cuevas, Portales de las Cuevas,[9] Beaumont Portales,[9] Beaumont Contreras, Beaumont Herrera, Lavandero Beaumont, De las Cuevas Balmaceda, De las Cuevas Portales, De las Cuevas Valdivieso, Guzmán de las Cuevas, De las Cuevas Ramírez, Droguett de las Cuevas, Díaz de las Cuevas, etc.
- 2. Gabriel de las Cuevas y Bravo de Naveda, casado con María de Zúñiga, con sucesión De las Cuevas Zúñiga, De las Cuevas Valdivieso, De las Cuevas de las Cuevas, De las Cuevas Rojas, De las Cuevas del Pozo-Silva, etc.
- 3. Bartolomé de las Cuevas y Bravo de Naveda.
- 4. José de los Dolores de las Cuevas y Bravo de Naveda.
- 5. Manuel de las Cuevas y Bravo de Naveda, casado en Doñihue en 1836 con Mercedes Moreno.
- 6. José Gabriel de las Cuevas y Bravo de Naveda, casado en Doñihue en 1832 con su prima María de las Cuevas y Espinosa.